# Erdling
Erdling est un groupe allemand de tendance dark rock et Neue Deutsche Härte, formé en 2014 par d'anciens membres du groupe Stahlmann.

## Histoire
Fin 2014, le guitariste Neill Freiwald (de) quitte le groupe Stahlmann, suivi courant 2015 du batteur Niklas Kahl (de). Avec Neno, guitariste, et Marco, bassiste, ils travaillent à l'enregistrement d'un premier EP dans le studio de Chris Harms (de), le chanteur de Lord of the Lost. Erdling signe rapidement chez le label indépendant Out of Line, sort son premier EP Blitz und Donner en octobre 2015 et part en tournée avec les groupes Unzucht  et Megaherz.
En janvier 2016 sort l'album Aus den Tiefen, et la même année le groupe se produit au festival M'era Luna à Hildesheim ; le bassiste Marco Politi n'est pas présent, il est remplacé en novembre par le bassiste Nate Pearson.
L'album Supernova paraît en mars 2017. La même année, le batteur Niklas Kahl part rejoindre Lord of the Lost et est remplacé en janvier 2018 par Christian Eichlinger. En février, Pierre Anders remplace Nate Pearson à la basse. Peu après parait en juillet 2018 le troisième album, Dämon.

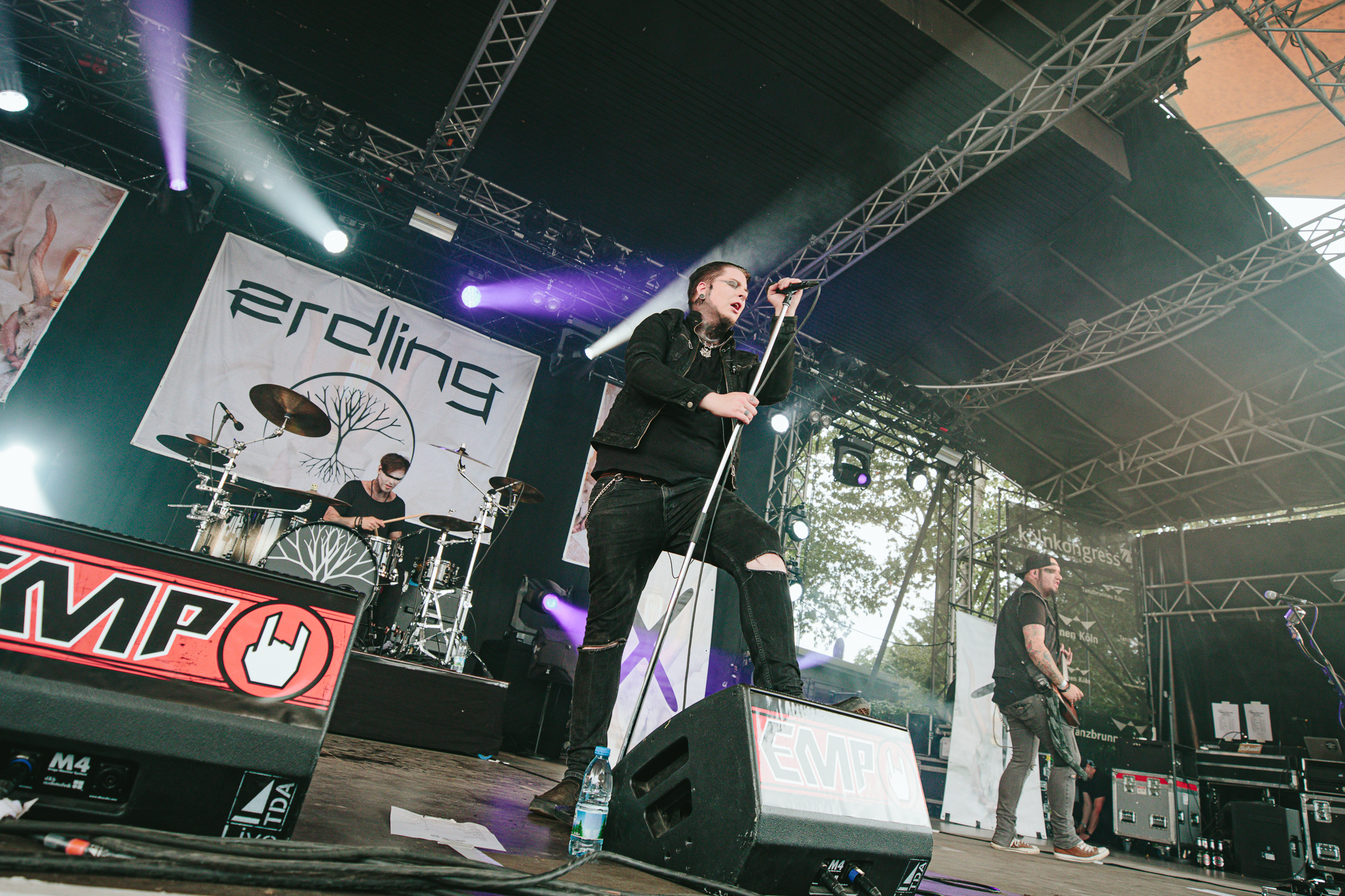
À l'Amphi-Festival, juillet 2019.

Le 22 mars sort le single Wir sind Midgard. Une nouvelle tournée est annoncée, ainsi que le quatrième album pour 2020, ce dernier devant être marqué par un style plus rapide, plus orienté metal. La même année, Pierre Andres quitte le groupe et Neill Freiwald annonce reprendre la basse, le groupe se produira donc en trio. En juillet 2019 sort le single Im Namen der Krähe avec la participation de Robert Dahn, chanteur d'Equilibrium et de Minas Morgull. Le quatrième album, Yggdrasil, sort à la mi-janvier 2020.
Depuis fin 2020, le chanteur Neill Freiwald est actif sur la plateforme Twitch. Outre les contenus en relation avec le groupe, il réalise des interviews avec d'autres musiciens, dont plusieurs avec la chanteuse Julie Elven, connue entre autres pour les bandes originales d'Horizon Zero Dawn, World of Warcraft ou League of Legends. Une collaboration se met en place et le single Fimbulwinter, dans lequel Julie Elven est invitée à chanter, suit à l'été 2021. Dans les mois qui suivent sortent les singles Rabenherz, Götterdämmerung et Leuchtfeuer. Le 3 décembre 2021 sort Helheim, le cinquième album, avec le même jour le clip Der Mensch verdient die Erde nicht. Quelques semaines plus tard, le groupe voit le départ de Neno Knuckle et l'arrivée de Max Nash et Valeria Ereth comme guitaristes.

## Discographie

### Albums
- 2016 : Aus den Tiefen
- 2017 : Supernova
- 2018 : Dämon
- 2020 : Yggdrasil
- 2021 : Helheim

### EPs
- 2018 : Dämon - The Secret Tracks
- 2021 : Leuchtfeuer

### Singles
- 2015 : Blitz und Donner
- 2016 : Mein Element
- 2018 : Tieftaucher
- 2019 : Wir sind Midgard
- 2019 : Im Namen der Krähe
- 2019 : Wölfe der Nacht
- 2019 : Am heiligen Hain
- 2021 : Fimbulwinter

## Galerie

Erdling, Rockharz Open Air 2018
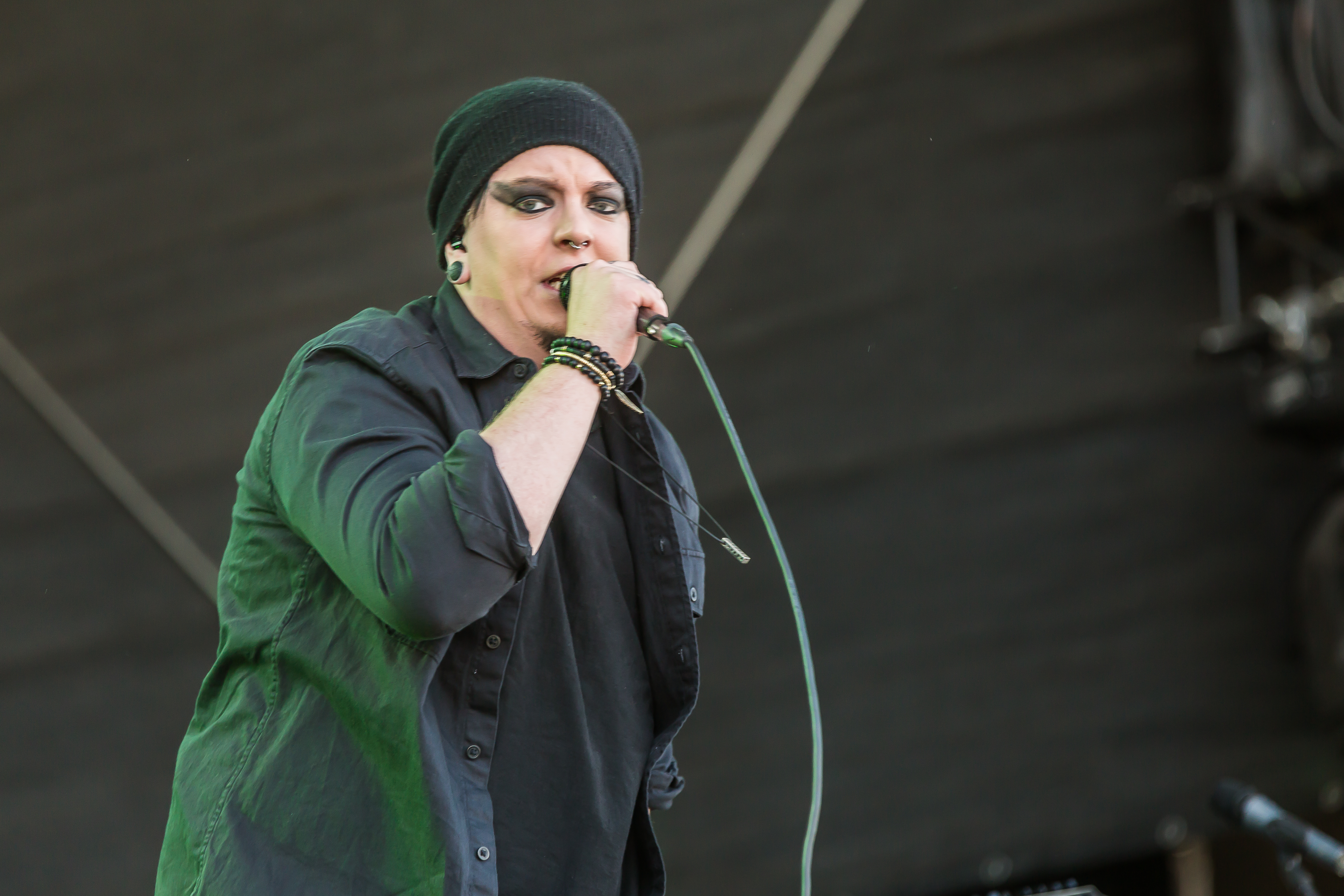
Neill Freiwald, chanteur
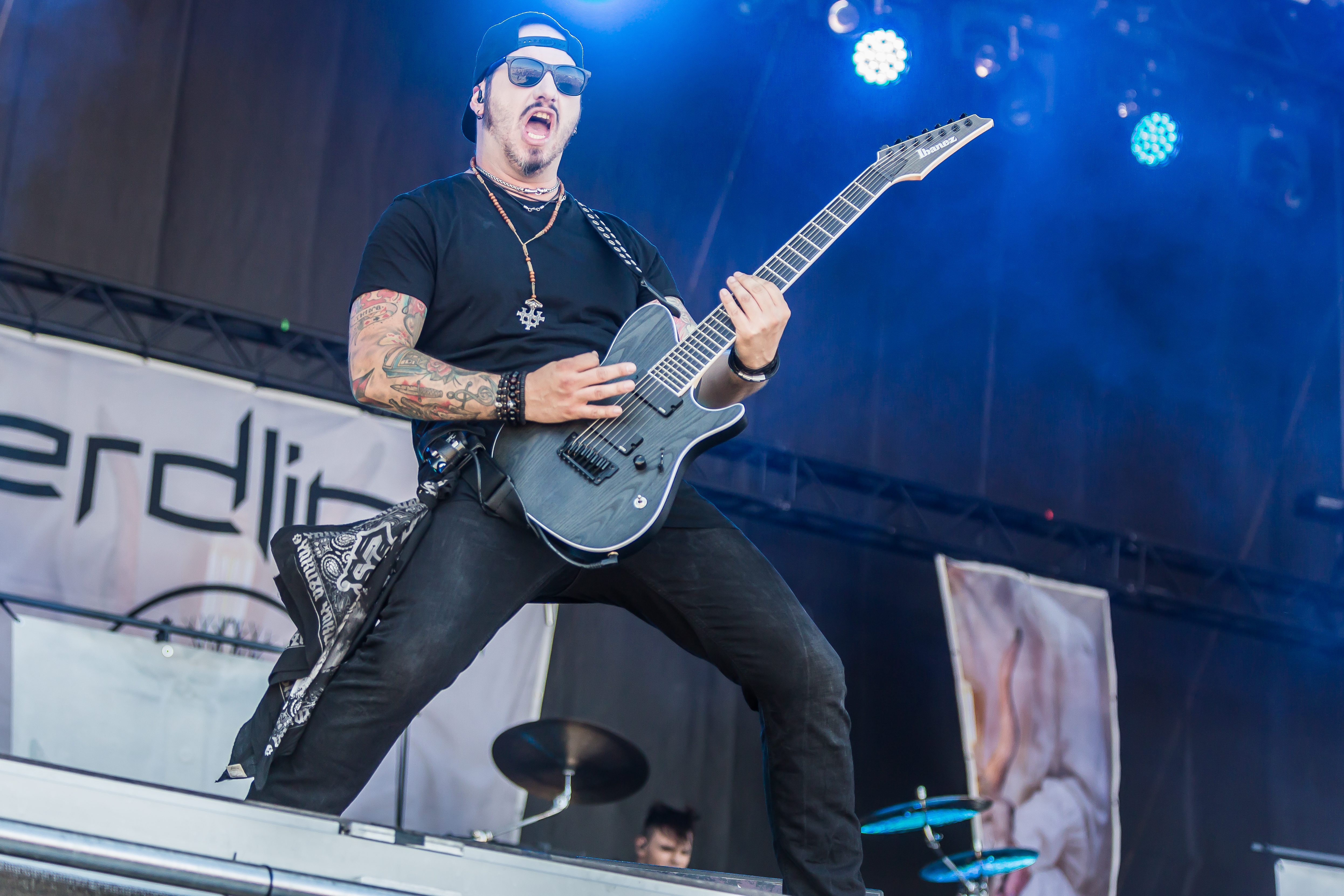
Neno Knuckle, guitariste
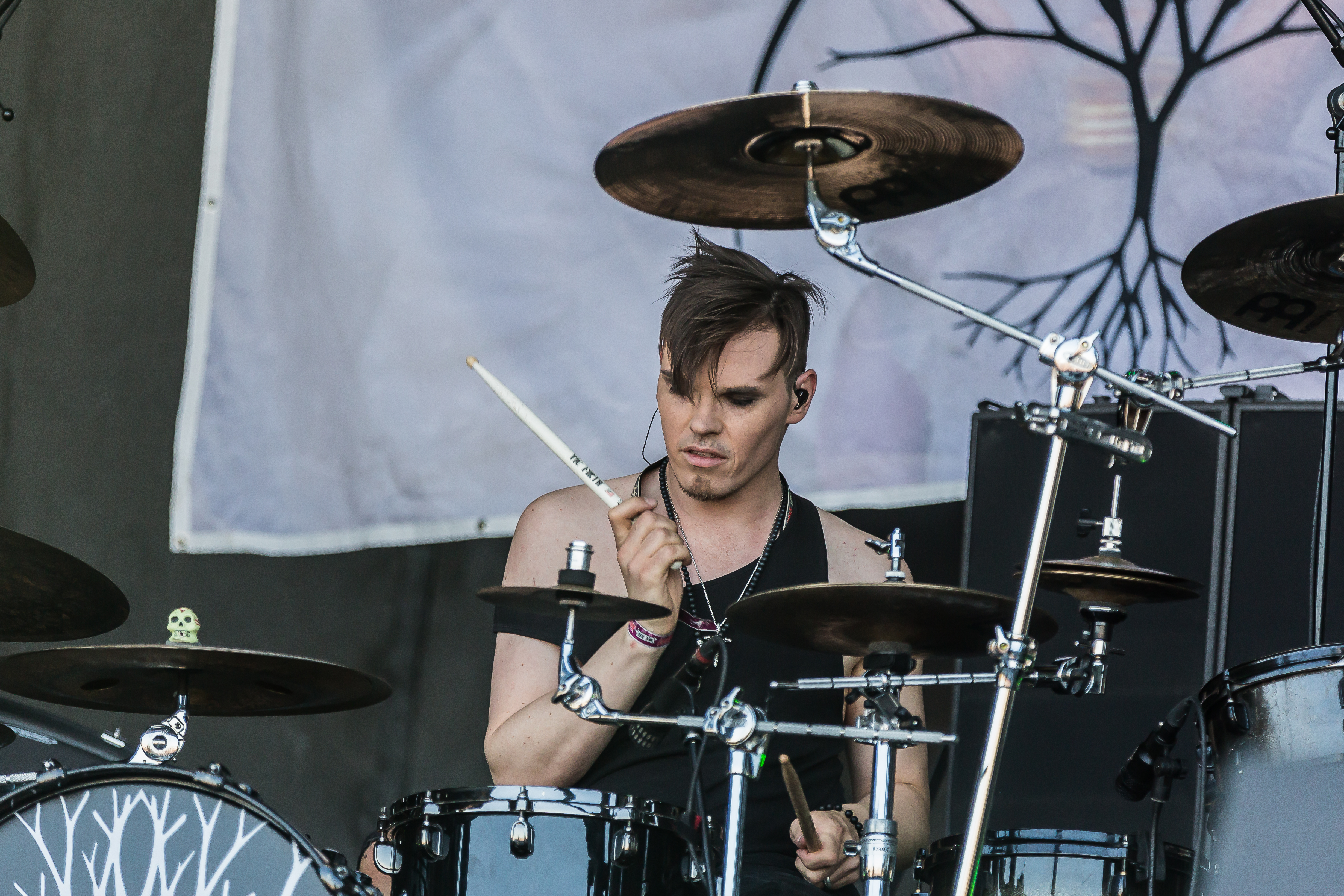
Christian Eichlinger, batteur
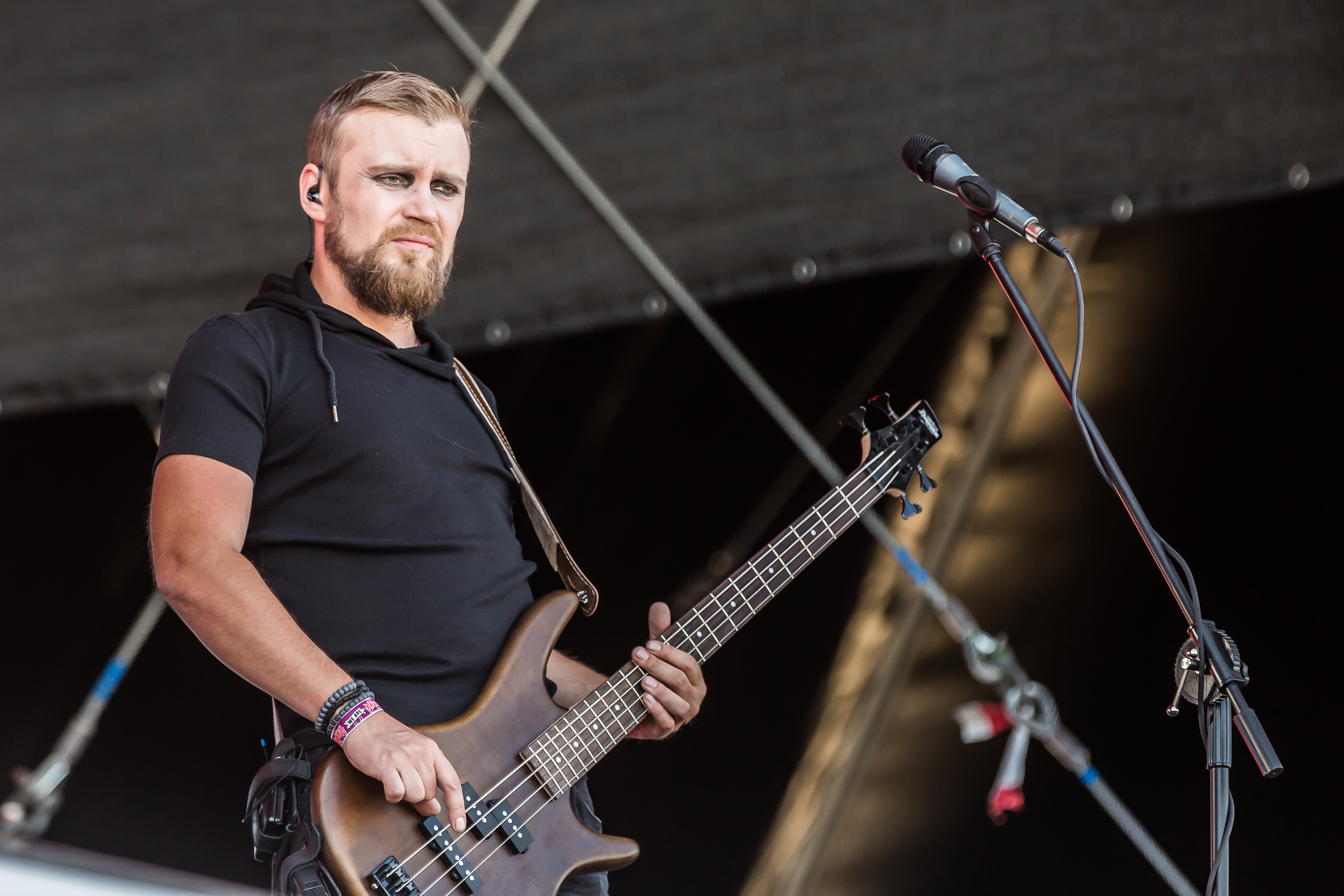
Pierre Anders, bassiste